# Roger Bambuck
Roger Bambuck, född 22 november 1945 i Pointe-à-Pitre, är en fransk före detta friidrottare.
Bambuck blev olympisk bronsmedaljör på 4 x 100 meter vid sommarspelen 1968 i Mexico City.